# Der Sonne entgegen (Fernsehsendung)
Der Sonne entgegen war eine deutsche Fernsehsendung, die von 1997 bis 2007 sowie von 2018 bis 2019 beim ORB und später beim RBB ausgestrahlt wurde. Moderiert wurde die Sendung von Andreas Hahn, der Passanten und Zuschauer die Möglichkeit bot, eine Urlaubsreise zu gewinnen.

## Konzept und Inhalt der Sendung
Moderator Andreas Hahn durchstreift die Straßen von Berlin und Brandenburg. Er spricht wahllos Passanten an, denn diese haben die Chance, einen einwöchigen Urlaub zu gewinnen – das Reiseziel selbst variiert von Folge zu Folge. Die Herausforderung besteht darin, dass sich die Passanten innerhalb weniger Minuten entscheiden müssen, da die Reise bereits in wenigen Stunden am Flughafen Berlin-Tegel oder Flughafen Berlin-Schönefeld beginnt. Während Andreas Hahn nach einem geeigneten Passanten sucht, der bereit ist, die Reise anzutreten, wartet am Flughafen ein Jokerkandidat. Dieser hat während der Wartezeit die Möglichkeit, eine Aufgabe zu lösen, um zusätzliches Geld zu gewinnen. Auch der Passant kann kurz vor der Abreise am Flughafen Geld gewinnen. Sollte sich jedoch kein Passant finden, der sofort bereit ist zu reisen, oder sollte der Passant zu spät am Flughafen eintreffen, tritt der Jokerkandidat die Reise an. Der Gewinner erhält zudem beim Reiseantritt eine Kamera, um seinen Urlaub zu dokumentieren. In der darauffolgenden Folge werden dann die Urlaubsfotos und -videos des Gewinners präsentiert.
Die erste Folge wurde im September 1997 beim ORB ausgestrahlt, Hahn begrüßte die Zuschauer aus der Stadt Frankfurt (Oder). Bis zum Frühjahr 2003 war Hahn ausschließlich in brandenburgischen Orten unterwegs. Nach der Fusion des ORB (Sendegebiet Land Brandenburg) mit dem SFB (Sendegebiet Berlin) zum RBB begrüßte Hahn die Zuschauer zusätzlich aus den Berliner Kiezen und suchte auch dort nach geeigneten Kandidaten.